# Czarnogórska Jaskinia
Czarnogórska Jaskinia, Pośrednia Czarnogórska Jaskinia (słow. Čiernohorská jaskyňa) – jaskinia krasowa położona na Słowacji, w Dolinie Jaworowej, w Tatrach Wysokich, na stokach Czarnogórskiej Czuby. Długość około 2,3 kilometrów, deniwelacja 232 metry. Ma 5 otworów na wysokości 1458-1566 metrów. Została odkryta 17 lipca 1988 roku przez Wojciecha W. Wiśniewskiego, który przeszedł wówczas ok. 500 m. Kolejne 450 m zostało zgłębionych przez Wiśniewskiego razem z Krzysztofem Bębenkiem 13 i 15 września tego samego roku.